# Georg Friedrich Wagener
Georg Friedrich Wagener (Bergen op Zoom, 25 maart 1837  - Den Haag, 16 oktober 1894) was een Nederlands pianist.
Hij kreeg zijn opleiding aan de Muziekhogeschool in Den Haag, de voorloper van het Koninklijk Conservatorium. Zijn docent was Willem Nicolai. In zomer 1864 werd hij benoemd tot organist van de Nieuwe Kerk te Den Haag.. Even later kreeg hij een koninklijke onderscheiding in de vorm van een horologie vanwege zijn Feestmarsch. Zijn grootste verdienste was echter het verzorgen van pianolessen (definitief in 1869, daarvoor als tijdelijke kracht) aan hetzelfde conservatorium. Hij schreef daartoe zelf een handleiding Klaviertechniek, dat in 1888 verscheen en diverse herdrukken beleefde. In diverse jaren zat hij in de examencommissie piano voor de examens van de Nederlandse Toonkunstenaarsvereeniging. In 1890 gaf hij leiding aan een koor en orkest dat een uitvoering gaf ter gelegenheid van Nicolai’s benoeming tot directeur van het conservatorium 25 jaar eerder. Zelf bespeelde hij ook nog de hoorn.
Hij heeft naast genoemd pianoboek en feestmars ook enkele composities afgeleverd, zoals een ouverture.
Hij werd geboren als zoon van stafmuzikant Andreas Heinrich Wagenaar en Elsien Bruns. Op 24 oktober 1877 huwde hij Dirkje de Zwaan, zuster van organist Johannes Andries de Zwaan. Uit het huwelijk kwamen enkele kinderen voort. Na het overlijden van haar man hertrouwde Dirkje de Zwaan met Johannes Albert Klink, die deels de opvoeding van de kinderen verzorgde. Wagener werd begraven op Oud Eik en Duinen